# Tabrimmon
Tabrimmon was een Syrische koning van  Aram-Damascus waar weinig over bekend is.
Volgens de  Bijbel was hij de zoon van Hezion en de vader van Benhadad.